# Willy Holt
Willy Holt (30 de noviembre de 1921 – 22 de junio de 2007) fue un diseñador de producción cinematográfica de origen estadounidense, nacionalizado francés en el año 1923.

## Biografía
Su nombre completo era William Holt, y nació en Quincy, Florida (Estados Unidos), siendo sus padres un estadounidense, miembro de los servicios cinematográficos del Ejército, y una francesa. Tras separarse sus padres, su madre lo llevó a Francia. Cursó el bachillerato en Toulouse, en el Lycée Pierre-de-Fermat, durante la Ocupación de Francia por las Fuerzas del Eje. Él entró en la red de la Resistencia francesa "Turma Vengeance", en París. Acusado de llevar dinero para el Maquis de Vercors, fue arrestado en diciembre de 1943 por la Milicia Francesa en la estación de Grenoble. Confundido como judío por estar circuncidado (en Estados Unidos la circuncisión es una práctica habitual en personas no judías), fue deportado a Auschwitz tras haber pasado por el campo de internamiento de Drancy. Sobrevivió a la marcha de la muerte de Auschwitz a Buchenwald. Fue liberado el 13 de abril de 1945. Willy Holt escribió un libro, Femmes en deuil sur un camion (NIL éditions), sobre su deportación a Auschwitz.
Willy Holt inició su carrera artística trabajando en el cabaret y el circo. Gracias a sus diseños de moda, fue contratado por la industria televisiva, para la cual diseñó decorados de programas. Más adelante se dedicó al cine, trabajando como diseñador de producción. Debutó colaborando con John Frankenheimer, Robert Parrish y Stanley Donen. En 1966 fue nominado al Premio Oscar por su trabajo en ¿Arde París?, de René Clément. Su consagración llegó en 1987 cuando fue recompensado con un César al mejor decorado por Au revoir les enfants, de Louis Malle, dando un memorable discurso durante la ceremonia de entrega del premio.
A lo largo de su trayectoria, Holt trabajó, entre otros cineastas, con Arthur Penn, Otto Preminger, Fred Zinnemann, John Frankenheimer, Stanley Donen, Woody Allen, Bertrand Blier y Roman Polanski.
Willy Holt falleció en París en el año 2007. Durante cuatro años estuvo casado con la actriz Micheline Bourday, de la cual se divorció. En 1958 se casó con otra actriz, Martine Pascal, hija de Gisèle Casadesus, con la cual tuvo dos hijos, Nathalie Holt Bouillon (nacida en 1959), escenógrafa de teatro y ópera, y Olivier Holt (nacido en 1960), director de orquesta.
En los últimos 20 años de su vida mantuvo una relación sentimental con Éliane Regnier.

## Teatro
- 1956 : El abanico de Lady Windermere, de Oscar Wilde, escenografía de Marcelle Tassencourt, Théâtre Daunou
- 1988 : Regulus 93, de Catherine Decours, escenografía de Jean-Luc Tardieu. Maison de la Culture de Nantes.

## Filmografía
- 1947 : Les Petites Annonces matrimoniales
- 1953 : Les Quatre Mousquetaires, de Gaston Schoukens
- 1961 : Les Cinq Dernières Minutes (TV), episodio Sur la Piste..., de Claude Loursais
- 1964 : El tren, de John Frankenheimer y Bernard Farrel
- 1965 : Up from the Beach, de Robert Parrish
- 1965 : Le Coup de pistolet (TV), de Willy Holt
- 1966 : ¿Arde París?, de René Clément
- 1966 : Un beau dimanche (TV)
- 1967 : Two for the Road, de Stanley Donen
- 1968 : The Sergeant, de John Flynn
- 1969 : Staircase
- 1970 : The Lady in the Car with Glasses and a Gun, de Anatole Litvak
- 1971 : Les Mariés de l'an II, de Jean-Paul Rappeneau
- 1972 : Le Viager, de Pierre Tchernia
- 1974 : Les Gaspards, de Pierre Tchernia
- 1974 : The Marseille Contract, de Robert Parrish
- 1975 : Rosebud, de Otto Preminger
- 1975 : Love and Death, de Woody Allen
- 1975 : Le Gitan, de José Giovanni
- 1976 : Comme un boomerang, de José Giovanni
- 1976 : Le Chasseur de chez Maxim's, de Claude Vital
- 1977 : L'Homme pressé, de Édouard Molinaro
- 1977 : Julia, de Fred Zinnemann
- 1979 : La Gueule de l'autre, de Pierre Tchernia
- 1979 : An Almost Perfect Affair
- 1981 : Une affaire d'hommes, de Nicolas Ribowski
- 1982 : Le père Noël est une ordure, de Jean-Marie Poiré
- 1982 : Cinco días un verano, de Fred Zinnemann
- 1983 : Le Ruffian, de José Giovanni
- 1983 : Tout le monde peut se tromper, de Jean Couturier
- 1983 : L'Ami de Vincent, de Pierre Granier-Deferre
- 1983 : Papy fait de la résistance, de Jean-Marie Poiré
- 1985 : Benya le roi ou le Cavalier rouge
- 1985 : Les Enragés, de Pierre-William Glenn
- 1985 : Target
- 1986 : A State of Emergency
- 1987 : Au revoir les enfants, de Louis Malle
- 1990 : Milou en mai, de Louis Malle
- 1991 : La Pagaille, de Pascal Thomas
- 1992 : Bitter Moon, de Roman Polanski
- 1993 : La Soif de l'or, de Gérard Oury
- 1996 : Mon homme, de Bertrand Blier

## Premios y distinciones
Premios Óscar
| Año  | Categoría                                | Película     | Resultado |
| ---- | ---------------------------------------- | ------------ | --------- |
| 1967 | Mejor dirección de arte - Blanco y negro | ¿Arde París? | Nominado  |